# Первоначала философии
«Первонача́ла филосо́фии» (лат. Principia Philosophiae) — один из главных трактатов Рене Декарта, посвящённый Елизавете Богемской.
Работу над трактатом Декарт начал в 1641 году. В русле продолжения аристотелевской традиции, он пишет данную работу для уяснения первых причин, из которых может быть выведено знание как таковое. Декарт призывает всё подвергать сомнению, однако это сомнение следует ограничивать лишь познанием истины и не распространять на жизненную практику. Сомневаясь в вещах, Декарт приходит к выводу: Мы не можем сомневаться в том, что, пока мы сомневаемся, мы существуем (1:7). Из этого тезиса следует различение души и тела (лат. animam et corpus). Под мыслительными способностями души Декарт понимает не только собственно мышление, но и чувства. Он также приводит доказательства существования Бога и убеждает в приоритете математических истин (1:30).

## Содержание
Работа состоит из четырёх частей:
- Часть 1. Об основах человеческого познания
- Часть 2. О началах материальных вещей
- Часть 3. О видимом мире
- Часть 4. О земле

## Издания
- 1644-07-10 — первое издание на латыни «Principia Philosophiae» (Амстердам).
- 1647 — авторизованный французский перевод «Les Principes de la Philosophie», сделанный при жизни Р. Декарта его почитателем Клодом Пико.
- 1650 — второе издание на латыни.

## Переводчики
- И. С. Вдовина
- Н. Н. Сретенский
- С. Я. Шейнман-Топштейн